# Cerignola
Cerignola là một thành phố thuộc tỉnh de Foggia trong vùng Puglia đông nam Ý. Đô thị này có các làng: Borgo Libertà, Borgo Tressanti, Moschella, Pozzo Terraneo.
Đô thị Cerignola giáp với các đô thị sau: Ascoli Satriano, Canosa di Puglia, Carapelle, Foggia, Lavello, Manfredonia, Orta Nova, San Ferdinando di Puglia, Stornara, Stornarella, Trinitapoli, Zapponeta.

## Biến động dân số
Đến năm 2023, dân số tại đây là 58.261 người.